# Andrew Garrett
Andrew Garrett (* 9. April 1823 in Albany, New York; † 1. November 1887 auf Huahine) war ein US-amerikanischer Naturforscher und Illustrator mit den Schwerpunkten Malakologie und Ichthyologie. Auf diesen Gebieten war Garrett Erstbeschreiber neu entdeckter Arten.

## Leben
Als junger Mann arbeitete Garrett als Seemann. 1842–1846 bereiste er verschiedene Staaten der USA. In seiner Freizeit erforschte er Pflanzen und Muscheln. Als Besatzungsmitglied auf Walfangschiffen befuhr er ab 1846 den Pazifik und erreichte Honolulu. Bei seiner Rückkehr in die USA brachte er 1851 eine Muschelsammlung mit, die er auf seiner Fahrt zusammengetragen hatte. 1852 fuhr Garrett wieder nach Honolulu und auch auf die Insel Hawaii, wo er bis 1863 blieb.

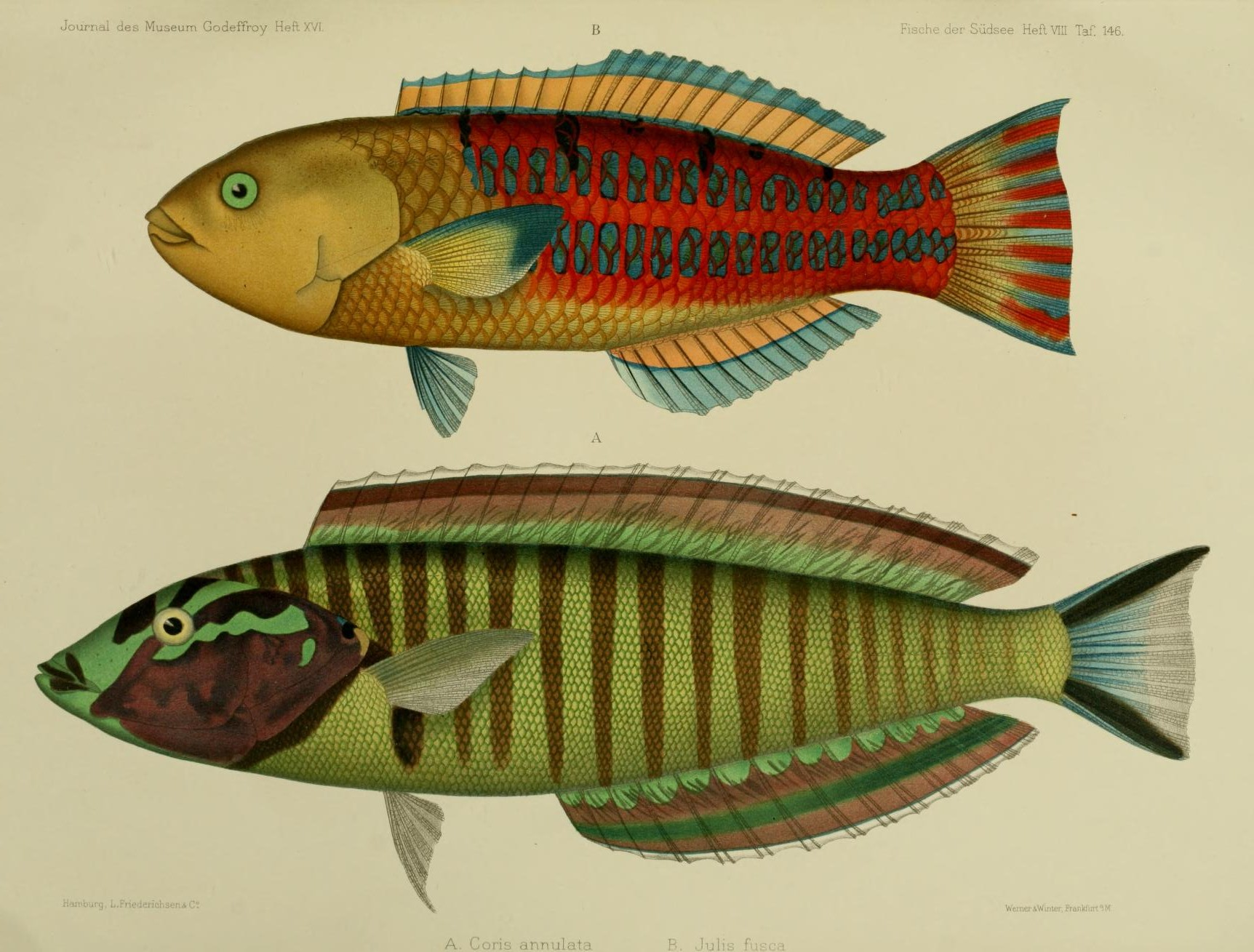
Aus Andrew Garrett’s Fische der Südsee, Band III

Während seines Aufenthalts auf Hawaii traf Garrett mit den amerikanischen Malakologen Wesley Newcomb und William Harper Pease zusammen. Für wissenschaftliche Arbeiten von Pease fertigte er Illustrationen an. Ab 1855 stand Garrett in Kontakt mit dem Harvard-Professor Louis Agassiz und dessen Umfeld. Er bot seine Dienste als Sammler und Beschreiber neu entdeckter Arten an und schickte Zeichnungen und gesammelte Exemplare.
1866 kam eine Verbindung von Garrett mit dem Museum Godeffroy zustande, und er wurde für das Museum als Forscher und Sammler tätig. Für die mehrteilige Publikation Andrew Garrett’s Fische der Südsee fertigte Garrett rund 470 Zeichnungen an. Die Beschreibungen dazu verfasste Albert Günther, der das Werk auch redigierte. Es wurde im Journal des Museum Godeffroy veröffentlicht.
Garrett bereiste verschiedene Inseln im Pazifischen Ozean, darunter die Cookinseln und Westsamoa. 1870 ließ er sich auf Huahine nieder und lebte dort bis zu seinem Tod im Jahr 1887. Garrett hinterließ eine umfangreiche Muschelsammlung mit mehr als dreißigtausend Exemplaren von über achttausend Arten.

## Veröffentlichungen
Nachfolgend einige von Garretts Veröffentlichungen. Ein ausführliches Verzeichnis seiner Publikationen über Weichtiere erschien 1979 in The Nautilus.
- Descriptions of New Species of Fishes. In: Proceedings of the California Academy of Natural Sciences. Band III. San Francisco 1868, S. 63 (books.google.de).
- Descriptions of New Species of Fishes—No. II. In: Proceedings of the California Academy of Natural Sciences. Band III. San Francisco 1868, S. 103 (books.google.de).
- Descriptions of New Species of Land and Fresh water Shells. In: American Journal of Conchology. Band VII. Philadelphia 1872, S. 219 (Textarchiv – Internet Archive).
- List of Species of Bulimus Inhabiting the Viti Islands, with Notes on their Geographical Range, and Descriptions of New Species. In: American Journal of Conchology. Band VII. Philadelphia 1872, S. 231 (Textarchiv – Internet Archive).
- Descriptions of new species of Marine Shells inhabiting the South Sea Islands. In: Proceedings of the Academy of Natural Sciences of Philadelphia. Philadelphia 1873, S. 209 (books.google.de).
- Descriptions of new species of Goniodoris. In: Proceedings of the Academy of Natural Sciences of Philadelphia. Philadelphia 1873, S. 232 (books.google.de).
- Descriptions of new species of Land Shells inhabiting the South Sea Islands. In: Proceedings of the Academy of Natural Sciences of Philadelphia. Philadelphia 1873, S. 233 (books.google.de).

Von Garrett gefertigte Zeichnungen wurden in den drei Bänden von Andrew Garrett’s Fische der Südsee veröffentlicht.
- Albert Günther: Andrew Garrett’s Fische der Südsee, beschrieben und redigirt von Albert C. L. G. Günther (= Journal des Museum Godeffroy. Band 2, Hefte 3, 5, 7, 9, 1873–1875). Band I. L. Friederichsen & Co., Hamburg (biodiversitylibrary.org).
- Albert Günther: Andrew Garrett’s Fische der Südsee, beschrieben und redigirt von Albert C. L. G. Günther (= Journal des Museum Godeffroy. Band 4, Hefte 11, 13, 15, 1876–1881). Band II. L. Friederichsen & Co., Hamburg (biodiversitylibrary.org).
- Albert Günther: Andrew Garrett’s Fische der Südsee, beschrieben und redigirt von Albert C. L. G. Günther (= Journal des Museum Godeffroy. Band 6, Hefte 16, 17, 1909–1910). Band III. L. Friederichsen & Co., Hamburg (biodiversitylibrary.org).